# Autoritat Del Bo
L'Autoritat Del Bo fou la cinquena Alta Autoritat de la Comunitat Europea del Carbó i de l'Acer (CECA), que entre 1693 i 1967 fou presidida per l'italià Rinaldo Del Bo.

## Nomenament
El 22 d'octubre de 1963 aquesta Autoritat va prendre possessió del seu càrrec en substitució de l'Autoritat Malvestiti. Si bé renuncià al seu càrrec el 19 de desembre del mateix any, el 10 de gener de 1964 fou allargat el seu mandat fins al 8 de març de 1967.
Fou substituïda per l'Autoritat Coppé, que de modus interí finalitzà la seva integració amb la Comissió Chatenet responsable del control de la Comunitat Europea de l'Energia Atòmica (Euratom) i donà pas a la Comissió Hallstein, la primera de la Comunitat Econòmica Europea (CEE).

## Composició
| Àrees | Membres              | Estat         |
| --- | -------------------- | ------------- |
| President de la CECA                                                                                         | Rinaldo Del Bo       | Itàlia        |
| Vicepresident; Regles de la Competència i transport                                                          | Dirk Spierenburg     | Països Baixos |
| Regles de la Competència i transport                                                                         | Johannes Linthorst   | Països Baixos |
| Vicepresident; Regles de la Competència i Transport; Informació; Coordinació de la política energètica       | Albert Coppé         | Bèlgica       |
| Assumptes Socials; Finances i inversions; Política econòmica i desenvolupament industrial                    | Paul Finet           | Bèlgica       |
| Assumptes Socials; Finances i inversions; Política econòmica i desenvolupament industrial                    | Jean Fohrman         | Luxemburg     |
| Coordinació de la política energètica; Mercat del carbó i l'acer                                             | Fritz Hellwig        | Alemanya      |
| Assumptes Socials; Finances i inversions                                                                     | Karl-Maria Hettlage  | Alemanya      |
| Regles de la Competència; Transport; Coordinació del sector energètic                                        | Pierre-Olivier Lapie | França        |
| Relacions exteriors i informació; Política econòmica i desenvolupament industrial; Mercat del carbó i l'acer | Roger Reynaud        | França        |
| Relacions exteriors; Informació; Finances i inversions                                                       | Albert Wehrer        | Luxemburg     |